# Onosma striatum
Onosma striatum är en strävbladig växtart som beskrevs av H. Riedl. Onosma striatum ingår i släktet Onosma och familjen strävbladiga växter. Inga underarter finns listade i Catalogue of Life.